# Општина Плопана (Бакау)
Плопана (рум. Plopana) општина је у Румунији у округу Бакау.
Oпштина се налази на надморској висини од 232 m.